# فيومي فينيتو
فيومي فينيتو ( البندقية : فيومي فريوليان قياسي : فيل دي فلوم الفريولية الغربية : Flum أو Vildiflùm ) هي بلدية في مقاطعة بوردينوني في منطقة فريولي فينيتسيا جوليا الإيطالية تقع على بعد حوالي 90 كيلومتر (56 ميل) شمال غرب ترييستي وحوالي 7 كيلومتر (4 ميل) جنوب شرق بوردينوني
تقع فيومي فينيتو على حدود البلديات التالية: Azzano Decimo وCasarsa della Delizia وChions وPordenone وSan Vito al Tag

## الناس
- فيديريكو باربارو، مبشر إلى اليابان، مترجم وكاتب مقالات

## المدن التوأم
- Sirnitz, Austria, since 5 September 1993
- Hude, Germany, since 6 July 2002
- Castelsarrasin, France, since 22 September 2007

## روابط خارجية
- الموقع الرسمي